# 유지아 (가수)
유지아는 대한민국의 가수다.

## 방송
- 걸스 온 파이어 (2024) - Top20

## 음반
- 달빛의 노래 (2023)

## 기타
- AJ <다시 만나고 싶어> (2022) - 보컬 참여